# Tołkiny
Tołkiny (en alemany Tolksdorf) és un poble situat al districte de Gmina Korsze, al comtat de Kętrzyn, al voivodat de Vàrmia i Masúria, al nord de Polònia. Es troba, aproximadament, a 11 km a l'oest del municipi de Kętrzyn, i a uns 60 km al nord-est de la capital regional Olsztyn.

## Residents destacats
- Heinrich Graf zu Dohna-Schlobitten (1882-1944), general alemany i lluitador de la resistència